# Paul Kipkorir
Pour les articles homonymes, voir Kipkorir.
Paul Kipkorir Kipkemboi (né le 31 mai 1982) est un athlète kényan, spécialiste des courses de fond. Il détient le record de la Course de l'Escalade avec un temps de 19 min 26 s réalisé en 2010.